# Усть-Шоноша (деревня)
Усть-Шо́ноша — деревня в Вельском районе Архангельской области. Входит в состав Муниципального образования «Усть-Шоношское».

## География
Деревня расположена в южной части Архангельской области, в таёжной зоне, в пределах северной части Русской равнины, в 73 километрах на северо-запад от города Вельска, на левом берегу реки Вели при впадении в неё притока Шоноша. Ближайшие населённые пункты: на противоположенном берегу реки посёлок Усть-Шоноша, являющийся административным центром муниципального образования.
Часовой пояс
Усть-Шоноша, как и вся Архангельская область, находится в часовой зоне МСК (московское время). Смещение применяемого времени относительно UTC составляет +3:00.

## Население
| 2002 | 2010 | 2012 | 2014 |
| ---- | ---- | ---- | ---- |
| 422  | ↘394 | ↘383 | →383 |

## История
Указана в «Списке населённых мест по сведениям 1859 года» в составе Вельского уезда(1-го стана) Вологодской губернии под номером «2260» как «Устьшеношское». Насчитывала 28 дворов, 82 жителя мужского пола и 97 женского.
В материалах оценочно-статистического исследования земель Вельского уезда упомянуто, что в 1900 году в административном отношении деревня входила в состав Усть-Шеновского сельского общества Есютинской волости. На момент переписи в селении Усть-Шеновское находилось 41 хозяйство, в которых проживало 151 житель мужского пола и 136 женского.